# Démographie de Chicago
Cet article relate de la démographie de Chicago, la plus grande ville de l'État de l'Illinois et de la région du Midwest, la troisième des États-Unis et la cinquième d'Amérique du Nord (après Mexico, New York, Los Angeles et Toronto).
En date du recensement de 2020, il y avait 2 746 388 personnes résidant dans la ville de Chicago proprement dite, avec une densité moyenne de population de 4 532 hab./km2. Elle est aujourd'hui la troisième ville des États-Unis après New York et Los Angeles. Sa population comporte plus de la moitié de celle du comté de Cook dans lequel elle se trouve (5 275 541 personnes en 2020, ce qui en fait le deuxième comté le plus peuplé des États-Unis après celui de Los Angeles), environ un cinquième de la population entière de l'État de l'Illinois, et 1 % de la population totale des États-Unis. La commune compte à elle seule autant d'habitants que l'État de l'Utah ou celui du Kansas tout entier.
Selon le Bureau du recensement des États-Unis (U.S. Census Bureau), l'aire métropolitaine de Chicago (Chicago metropolitan area ; communément appelée « Chicagoland ») rassemblait 9 618 502 habitants en 2020, ce qui en fait la troisième des États-Unis et la quatrième d'Amérique du Nord (après celles de Mexico, New York et Los Angeles).

## Historique

Pyramide des âges à Chicago (données 2021).

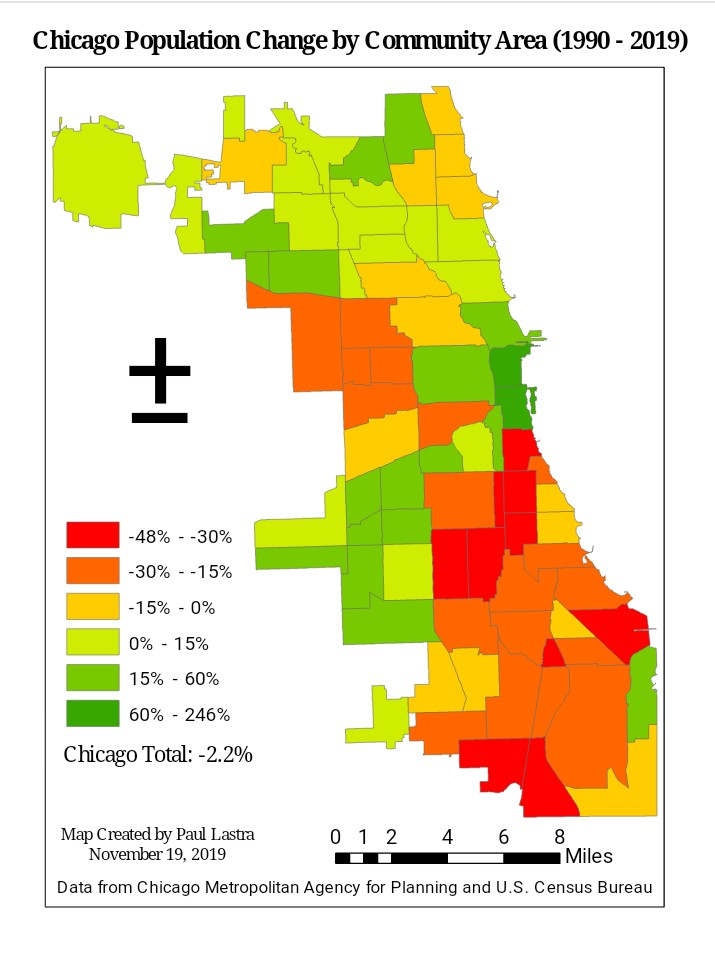
Plan thématique sur l'évolution de la population dans la ville de Chicago pour la période 1990-2019 (par secteurs communautaires).

Quand le bourg de Chicago a été incorporé en municipalité en 1833, la population était estimée à environ 300 habitants. Quelques années plus tard, le premier recensement démographique faisait officiellement état d'une population de 4 470 habitants dont 2 574 hommes et 1 896 femmes. Le bourg comprenait à l'époque 5 églises, 10 tavernes, 17 médecins généralistes, 19 épiceries, et plus de 400 habitations.
Au cours du premier siècle après que Chicago soit officiellement devenue une ville, sa population a progressé à un taux qui s'est classé parmi les plus dynamiques au monde. En effet, à la différence des villes de la côte est des États-Unis, Chicago connaît une émergence tardive mais exponentielle. Avec son développement économique en plein essor, Chicago devient attractive et sa population explose à partir des années 1850 : elle se multiplie par 3,7 en une décennie et accède à la neuvième place des villes les plus peuplées des États-Unis. En l'espace de quarante ans, la population dans la commune a augmenté d'un peu moins de 30 000 à plus d'1 million d'habitants en 1890. Cet accroissement démographique soudain et rapide de la population de Chicago est dû en grande partie à l'arrivée massive des communautés européennes venues d'Irlande, d'Allemagne, de Pologne, d'Italie, du Royaume-Uni, de Suède et de Russie, et à la communauté afro-américaine qui préférait fuir la ségrégation raciale devenue trop virulente dans certains États du Sud profond des États-Unis, espérant ainsi trouver un travail dans les abattoirs, les usines et les aciéries de Chicago.
À la fin du XIXe siècle, la ville de Chicago comptait près de 1 700 000 habitants, ce qui en faisait la cinquième ville en importance dans le monde derrière Londres, New York, Paris et Berlin, et la ville ayant la croissance démographique et le développement urbain le plus important à l'aube du nouveau siècle. De 1880 à 1930, Chicago connaît une explosion démographique spectaculaire, en effet la ville accueille en moyenne entre 500 000 et 600 000 nouveaux habitants tous les dix ans. Dans les cinquante années qui ont suivi le Grand incendie de Chicago de 1871, la population a été multipliée par 10 pour atteindre plus de 3 millions d'habitants, faisant de Chicago la deuxième plus grande ville des États-Unis de 1890 à 1990. Chicago atteint son record historique en 1950 avec une population estimée à 3 620 962 habitants. Cependant, avec la désindustrialisation de la Manufacturing Belt (« ceinture des usines ») au cours des années 1950 et 1960, Chicago subit un déclin démographique comme bon nombre de villes industrielles du Midwest. Chicago fut pendant environ un siècle, la deuxième ville des États-Unis derrière New York avant de céder sa place à Los Angeles en 1990, devenant ainsi la troisième du pays jusqu'à nos jours. Depuis le début des années 1990, la population de Chicago a tendance à se stabiliser autour des 2,7 millions d'habitants avec un léger pic en 2000 (2,8 millions d'habitants). En 1996, Chicago avait la sixième plus importante population née à l'étranger des États-Unis. Selon un sondage de juin 2020, il y avait plus de quarante langues parlées par plus de 1 000 personnes résidant à l'intérieur des limites de la ville.
Les habitants de Chicago s'appellent les Chicagoans.

## Composition ethnique
| Groupe                        | Chicago | Illinois | États-Unis |
| ----------------------------- | ------- | -------- | ---------- |
| Euro-Américains               | 45,0 %  | 71,5 %   | 72,4 %     |
| Afro-Américains               | 32,9 %  | 14,6 %   | 12,6 %     |
| Autres                        | 13,4 %  | 6,7 %    | 6,4 %      |
| Asio-Américains               | 5,5 %   | 4,6 %    | 4,8 %      |
| Métis-Américains              | 2,7 %   | 2,3 %    | 2,9 %      |
| Amérindiens                   | 0,5 %   | 0,3 %    | 0,9 %      |
| Total                         | 100 %   | 100 %    | 100 %      |
| Hispaniques/Latino-Américains | 28,9 %  | 15,8 %   | 16,7 %     |

| Profil démographique           | 1940   | 1970   | 1990   | 2010   | 2020   |
| ------------------------------ | ------ | ------ | ------ | ------ | ------ |
| Euro-Américains                | 91,7 % | 65,6 % | 45,4 % | 45,0 % | 47,7 % |
| —Blancs non hispaniques        | 91,2 % | 59,0 % | 37,9 % | 31,7 % | 33,3 % |
| —Hispaniques/Latino-Américains | 0,5 %  | 7,4 %  | 19,6 % | 28,9 % | 28,6 % |
| Afro-Américains                | 8,2 %  | 32,7 % | 39,1 % | 32,9 % | 29,2 % |
| Asio-Américains                | 0,1 %  | 0,9 %  | 3,7 %  | 5,5 %  | 6,8 %  |

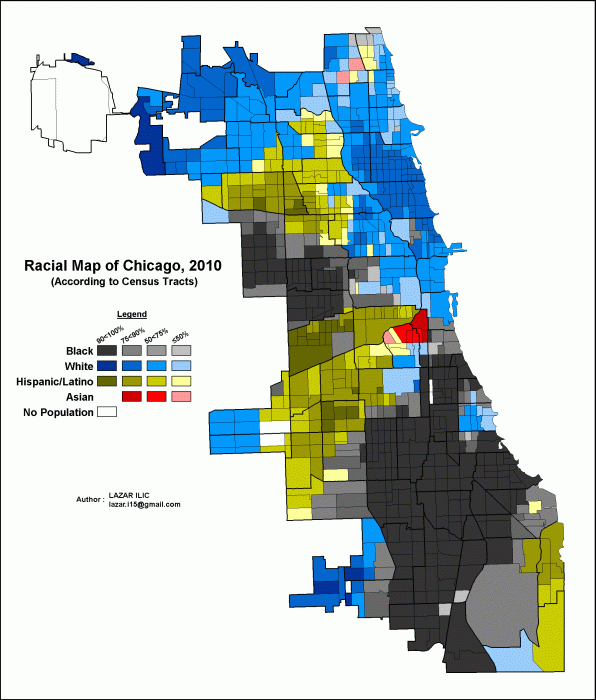
Plan thématique sur les principaux groupes ethniques présents dans la ville de Chicago en 2010.

Tandis que la majeure partie de la ville de Chicago et de sa région environnante était, dans les années 1940 et 1950, considérée comme étant ségrégationniste, la sociologie culturelle de Chicago résulte du creuset démographique avec presque les mêmes pourcentages d'Euro-Américains et d'Afro-Américains ainsi que d'importantes populations hispaniques et asiatiques. Aujourd'hui, les Euro-Américains (populations d'ascendance européenne) occupent principalement les quartiers nord (North Side) tandis que les communautés Afro-Américaines, Hispaniques et Latino-Américaines se prolongent radicalement à l'extérieur de Downtown Chicago au profit des quartiers sud (South Side) et des quartiers ouest (West Side). Depuis le début des années 2000, les Asio-Américains ont tendance à s'installer dans les quartiers nord.
En 2020, l'agglomération de Chicago avait la troisième plus grande population afro-américaine juste derrière New York et Atlanta, la troisième plus grande communauté italienne après New York et Philadelphie et la troisième plus grande communauté chinoise après New York et San Francisco. En 2020, l'agglomération de Chicago avait la troisième plus grande communauté portoricaine des États-Unis (en dehors de Porto Rico) après New York et Philadelphie, et la quatrième plus grande communauté mexicaine après Los Angeles, San Antonio et Houston.
Les principaux groupes ethniques de Chicago sont les Euro-Américains (Irlandais, Allemands, Italiens, Polonais, Roumains, Hollandais, Russes et Tchèques), les Afro-Américains, les Hispaniques et Latino-Américains (Mexicains et Portoricains principalement), et les Asio-Américains (Chinois et Coréens principalement). Les métis représentaient environ 5,3 % de la population de la ville en 2020. Chicago possède une importante population irlando-américaine dont la plupart se sont installés dans les quartiers sud à leur arrivée au milieu du XIXe siècle. Cependant bon nombre d'entre eux se sont déplacés dans les quartiers nord et les banlieues résidentielles durant la deuxième moitié du XXe siècle. Plusieurs personnalités politiques de Chicago sont issues de la communauté irlandaise dont notamment cinq maires : Richard M. Daley (maire de 1989 à 2011), Edward Joseph Kelly (1933-1947), Martin H. Kennelly (1947-1955), Richard Daley (1955-1976) et Jane Byrne (1979-1983), la première femme à accéder au poste de maire d'une grande ville américaine.

### Euro-Américains

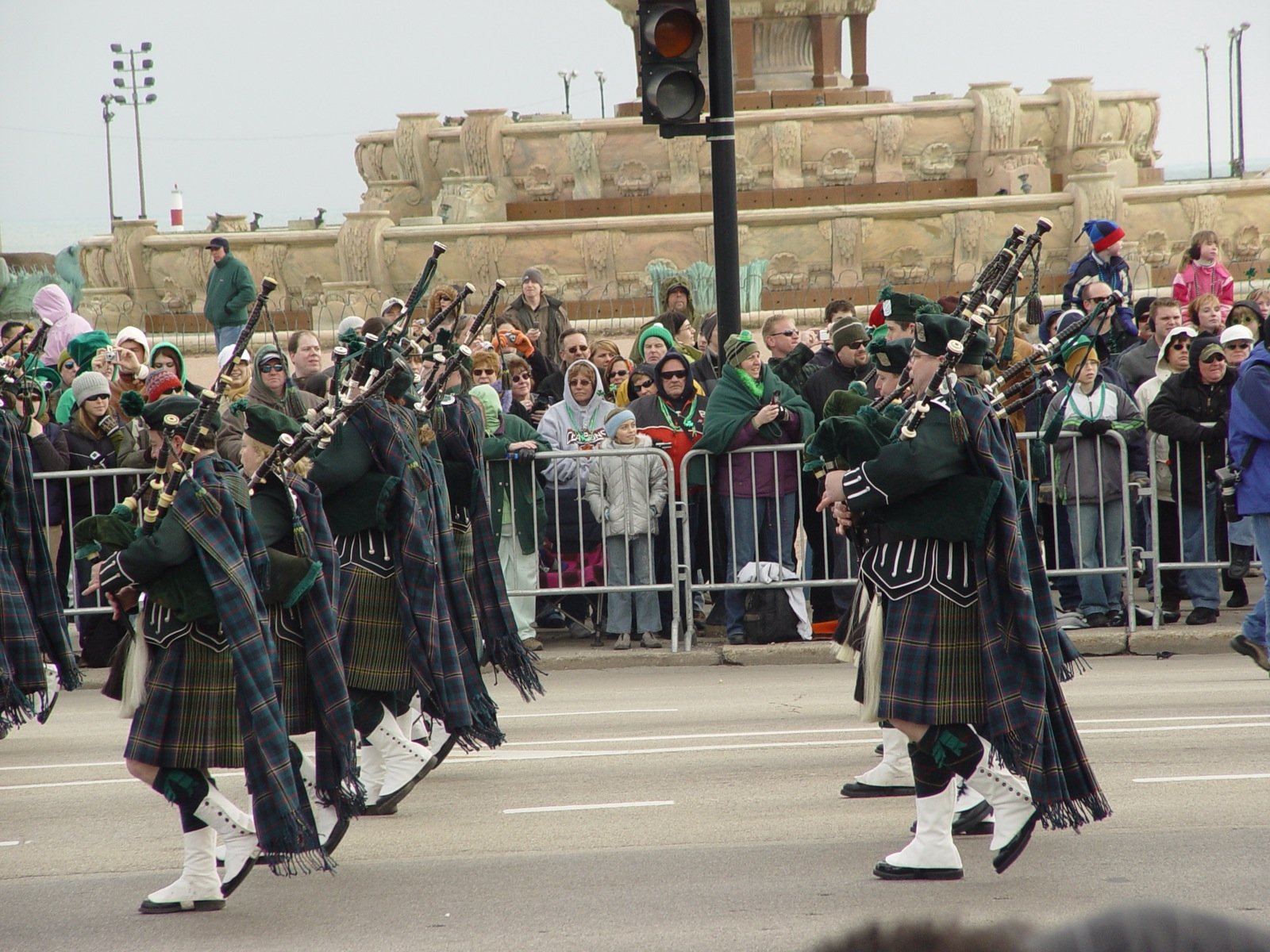
Parade annuelle des irlandais fêtant le jour de la Saint-Patrick dans les rues du centre-ville de Chicago.

Chicago possède une grande population d'origine irlandaise dont beaucoup résident aujourd'hui dans les quartiers nord (North Side). À leur arrivée à Chicago, de nombreuses familles irlandaises s'installèrent dans les quartiers sud (South Side), et plus particulièrement dans le secteur de Bridgeport et les quartiers immédiats, pour travailler dans les usines et les abattoirs de la ville (Union Stock Yards). Les premières années dans l'histoire de Chicago coïncidèrent avec une hausse importante d'immigrants venus d'Irlande dans les années 1830. Certains Irlandais vivaient déjà à Chicago avant même qu'elle ne soit officiellement incorporée en tant que municipalité en 1833. Le nombre d'Irlandais augmenta rapidement dans les années qui suivirent l'incorporation, surtout après l'arrivée des réfugiés de la Grande Famine qui toucha l'Irlande entre 1845 et 1852,. En 1850, les immigrants irlandais représentèrent 20 % de la population totale de la ville. Beaucoup de politiciens locaux sont des descendants issus de cette communauté dont le maire de Chicago Richard M. Daley qui régna sur la ville pendant 22 ans de 1989 à 2011. Depuis toujours, ils sont particulièrement présents dans la vie locale et politique. L'administration municipale comprend une forte proportion d'Irlandais parmi ses employés, notamment dans les pompiers et les services de police de la ville. Depuis plus de 150 ans, la communauté irlandaise fut bénéfique et d'une implication fondamentale dans le développement de Chicago, ils furent à l'origine de la construction de nombreuses églises catholiques, d'écoles et d'hôpitaux à travers la ville et beaucoup aidèrent à sa reconstruction à la suite du Grand incendie de 1871 (de même que les Suédois). À ce jour, ils sont toujours très actifs dans la politique de la ville.
Tout comme les Irlandais et les Italiens, les Allemands constituent une partie importante de la population blanche vivant à Chicago et cela depuis les premières années dans l'histoire de la ville. Quand les Grandes Plaines commencèrent à accueillir des immigrants et à s'ouvrir à la colonisation, de nombreux immigrants allemands s'installèrent à Chicago dans les années 1830 et 1840 pour gagner de l'argent avant de repartir pour l'Ouest et y construire une ferme. En 1850, la communauté allemande constitua un sixième de la population de Chicago. Dans les années 1880 et 1890, les Allemands devinrent le plus grand groupe ethnique dans la ville, devançant les Irlandais, les Polonais et les Suédois. En 1900, lorsque Chicago comptait 1 698 575 habitants, environ 470 000 personnes étaient d'origine allemande. Un résident sur quatre était né en Allemagne ou avait un parent né là-bas. Bien que leur nombre ait chuté en raison de la réduction de l'immigration en provenance d'Allemagne et que la Première Guerre mondiale ait rendu impopulaire l'héritage allemand, 22 % de la population de Chicago revendiquèrent appartenir à ce dernier lors d'un sondage de 1920. Un des groupes les plus distincts furent les Allemands de la Volga, qui sont les descendants de colons allemands qui furent déportés le long de la Volga et de la mer Caspienne en Russie pendant la Seconde Guerre mondiale, après l'invasion allemande de l'Union des républiques socialistes soviétiques (URSS),. Ils se regroupèrent principalement dans les secteurs de Jefferson Park, Forest Glen et Norwood Park dans le  Northwest Side de la ville, essentiellement durant la période allant de 1907 à 1920. Avant de s'établir à Chicago, certains d'entre eux travaillèrent un temps dans les champs de betterave sucrière du nord du Colorado. En 1930, il y avait environ 450 familles allemandes de la Volga qui vivaient dans le secteur de Jefferson Park, dont la plupart provenaient du Wiesenseite, une région de Russie peuplée par des allemands.

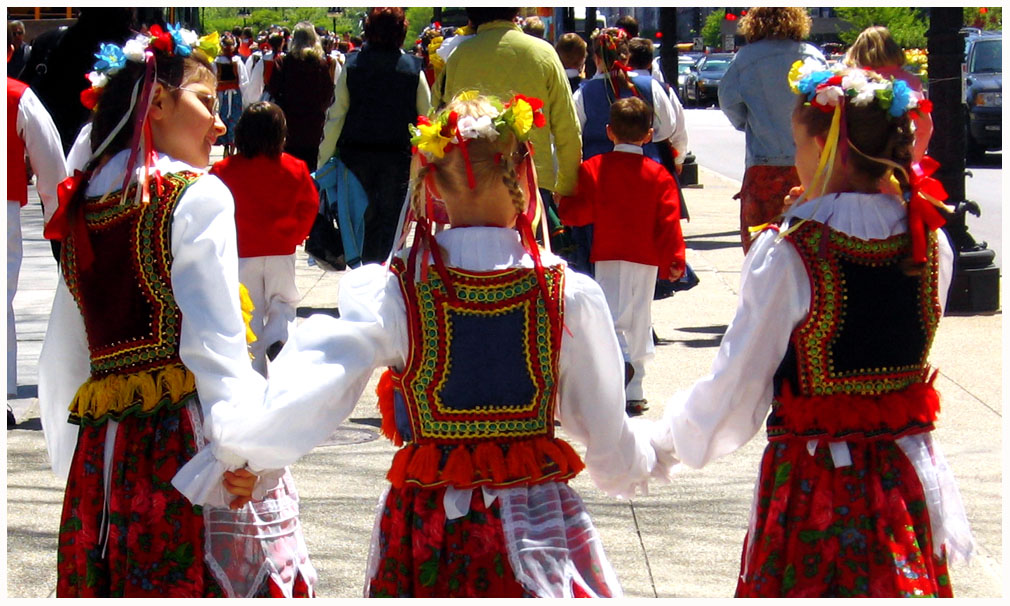
Jeunes filles polonaises portant les vêtements traditionnels lors d'une représentation.

L'immigration massive des Polonais à Chicago commença au début du XXe siècle, lorsque le 11 novembre 1918, la Pologne gagna son indépendance avec la proclamation de la Deuxième République. Depuis plus d'un siècle, la ville de Chicago concentre la plus importante population polonaise en dehors de Varsovie, la capitale de la Pologne,. Un fait que la ville célèbre chaque week-end lors de la Fête du travail avec le festival polonais qui se déroule dans le secteur de Jefferson Park. La communauté polonaise de Chicago se concentre principalement dans le secteur d'Avondale (au sein des quartiers de Jackowo/Polish Village) et dans le secteur de Lincoln Square. Chicago comprend la plus grande communauté de Góralis (montagnards carpatiens) en dehors de l'Europe ; ils se concentrent principalement dans le sud-ouest de la ville. Chicago accueille également les sièges sociaux du plus grand corps luthérien aux États-Unis et possède la plus grande église luthérienne évangélique du continent américain.
Chicago a l'une des plus fortes concentration d'Italiens aux États-Unis, avec plus de 500 000 personnes vivant dans sa région métropolitaine. Chicago possède la troisième plus importante population d'origine italienne des États-Unis après New York et Philadelphie. Lorsque les Italiens arrivèrent à Chicago au cours du XIXe siècle, ils s'installèrent principalement autour de Taylor Street et Grand Avenue dans le quartier de Little Italy (la « petite Italie ») qui devint pour la nouvelle génération d'italiens le quartier historique de leurs ancêtres. Ils se développèrent également à travers le South Side où beaucoup d'entre eux travaillèrent dans les usines et les aciéries du secteur de South Chicago. Durant l'Italie fasciste et le règne de Benito Mussolini (1922-1943) jusqu'au milieu des années 1970, une deuxième vague d'immigrants italiens s'installa à Chicago. Une communauté sicilienne fut présente à Chicago dès la fin du XIXe siècle et se concentra principalement dans le petit quartier de Little Sicily (la « petite Sicile »). Cependant, les habitants de Little Sicily se déplacèrent à partir des années 1960 à la suite des problèmes sociaux générés par le quartier voisin de Cabrini-Green. Aujourd'hui, la communauté italienne est disséminée à travers toute la ville de Chicago et son agglomération.
Depuis plus de 150 ans, la ville de Chicago comprend une communauté suédoise qui représente à ce jour près de 15 133 personnes (soit environ 0,5 % de la population de Chicago). Au cours de la période 1870-1900, le nombre de Chicagoans originaires de Suède explosa à la suite de l'émigration suédoise vers les États-Unis. À la fin du XIXe siècle, il y avait plus de Suédois à Chicago qu'à Stockholm (environ 190 000 personnes). Parfois, il est dit que « les Suédois ont construit Chicago » car ils contribuèrent largement à reconstruire la ville qui était presque totalement ravagée à la suite du Grand incendie de 1871, ce qui conduisit à une grande influence suédoise dans certains quartiers de Chicago. En effet, beaucoup d'entre eux travaillèrent dans le bâtiment et furent charpentiers, maçons, menuisiers ou paysagistes. Le style architectural suédois de certaines maisons et bâtiments est évident dans plusieurs quartiers, en particulier dans le secteur de Lakeview et dans le quartier d'Andersonville plus au nord (dans le secteur d'Edgewater) qui resta pendant longtemps le bastion des Suédois lorsque les premiers immigrants s'installèrent à Chicago. La grande majorité d'entre eux délaissèrent Andersonville dans les années 1970 pour s'installer dans les quartiers limitrophes et dans d'autres parties de North Side.

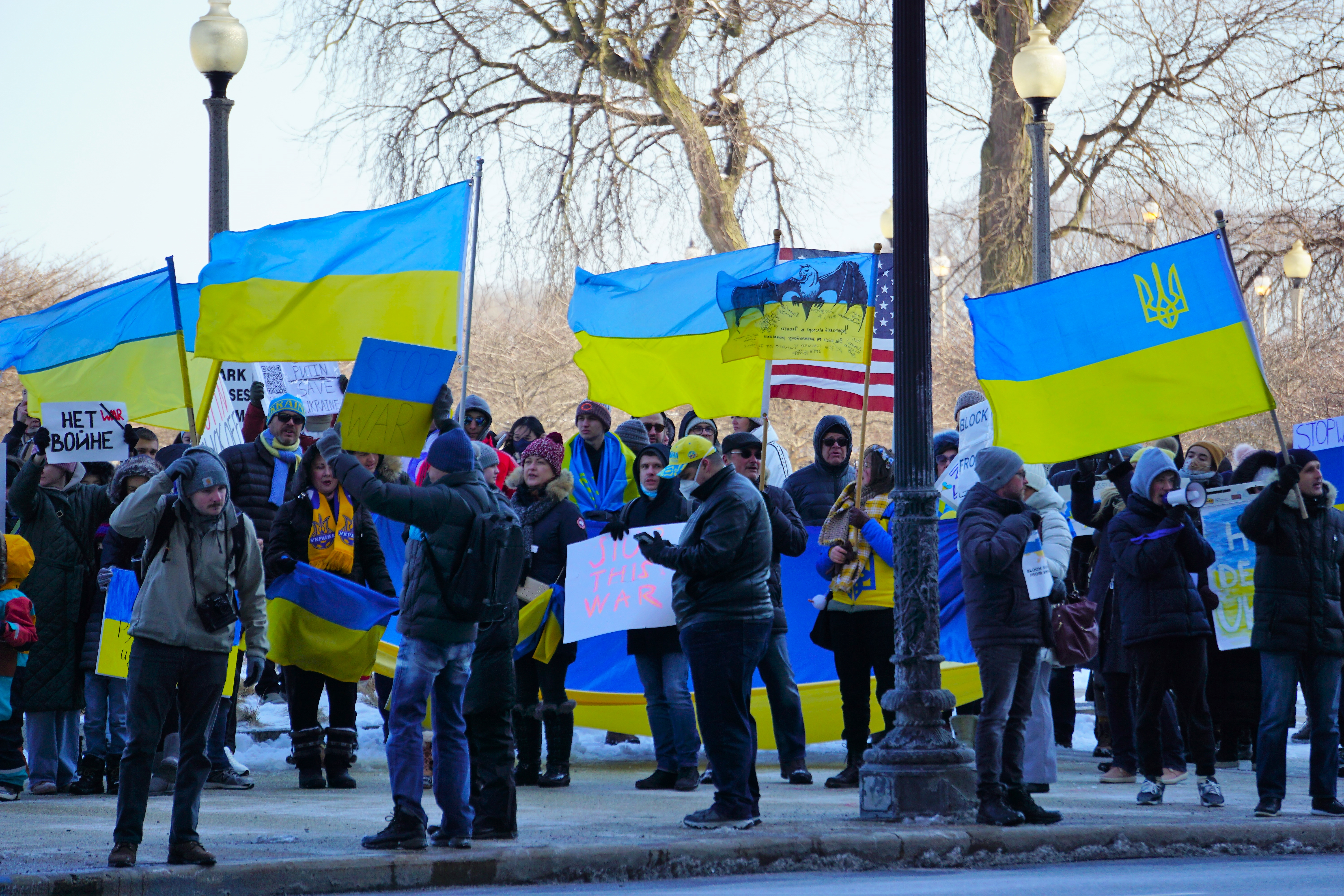
La communauté ukrainienne de Chicago manifeste à Grant Park contre la guerre russo-ukrainienne.

Dans la ville, les autres groupes ethniques d'origine européenne (ou Blancs) incluent les Ukrainiens, les Tchèques et les Russes. Au tournant du XXe siècle, Chicago avait la troisième plus grande population tchèque dans le monde, après Prague et Vienne. La communauté ukrainienne de Chicago comprend environ 14 536 personnes vivant à l'intérieur des limites de la ville (environ 45 000 dans l'agglomération). Aujourd'hui, ils se concentrent à la fois dans et autour du quartier d'Ukrainian Village (le « village ukrainien ») et dans d'autres secteurs de North Side. Au cours de ces deux derniers siècles, il y eut quatre vagues importantes d'immigrants ukrainiens vers les États-Unis. Les premiers immigrants arrivèrent au cours de la période 1870-1914. La plupart d'entre eux furent des paysans pauvres à la recherche d'une vie meilleure en Amérique. De nombreuses petites enclaves ukrainiennes se développèrent dans toute la ville de Chicago, y compris dans la zone délimitée par Division Street, Racine Avenue, Orleans Street et Roosevelt Road. La communauté ukrainienne de Chicago est l'une des plus importantes des États-Unis. Les organisations locales ainsi que l'Ukrainian Institute of Modern Art et le Musée national ukrainien organisent fréquemment des conférences, des réunions et des expositions par des groupes locaux ainsi que par les principaux artistes et intellectuels ukrainiens de la région de Chicago. La ville comprend d'autres populations en provenance d'Europe de l'Est dont de petites communautés autrichienne, hongroise et slovaque dispersées dans les secteurs de Near West Side et West Town, mais aussi des populations originaires des pays baltes dont une communauté lituanienne de près de 100 000 personnes et une communauté estonienne d'environ 50 000 personnes.
La ville de Chicago abrite également une importante communauté roumaine. Les immigrants roumains commencèrent à s'établir dans la région de Chicago dès les années 1870. Près d'un siècle plus tard, dans la période allant de la fin des années 1960 jusqu'au début des années 1980, une seconde vague d'immigrants roumains arriva dans la région de Chicago à la suite de l'oppression exercée par le régime communiste de Roumanie. Durant cette période (1945-1989), la Roumanie connut un régime dictatorial d'inspiration marxiste-léniniste. Lentement, ils établirent des communautés et construisirent des églises, créèrent leurs propres entreprises, commerces de proximité, quincailleries ainsi que des clubs sociaux, des banques et un centre communautaire roumain. En 2000, bien que le Bureau du recensement des États-Unis (United States Census Bureau) fasse officiellement état d'une population d'environ 13 871 immigrants roumains à Chicago et 25 050 résidents d'ascendance roumaine dans la région métropolitaine de Chicago, les dirigeants communautaires estiment qu'entre 50 000 et 65 000 roumains vivent dans la région métropolitaine de Chicago. La région abrite aujourd'hui entre 125 000 et 150 000 personnes d'origine roumaine, ce qui en fait l'une des plus importantes du Midwest.

### Afro-Américains

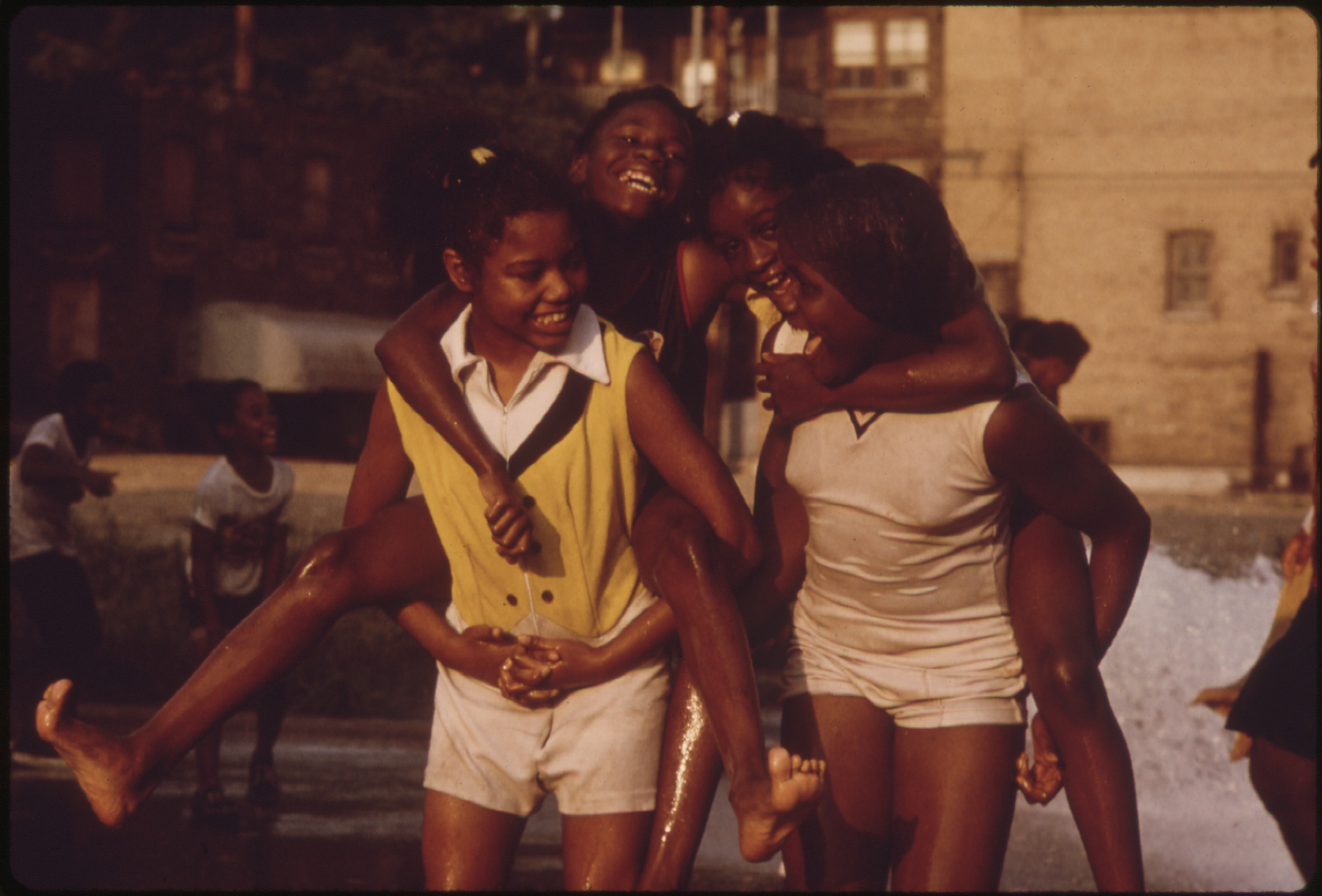
Jeunes filles afro-américaines jouant dans une rue du secteur de Woodlawn durant l'été 1973.

Les premiers immigrants Afro-Américains (ou Noirs) arrivèrent à Chicago entre les années 1910 et 1940 lors de la Grande migration. Ils fuirent la ségrégation raciale des États du Sud des États-Unis et trouvèrent du travail avec des salaires mieux rémunérés dans les usines sidérurgiques et les abattoirs des Union Stock Yards. En 1920, la population afro-américaine atteignit les 100 000 habitants à Chicago. Ils s'installèrent principalement dans les quartiers sud (South Side) et les quartiers ouest (West Side), et dans une moindre mesure dans les grands ensembles (housing projects) du quartier de Bronzeville (tels que les Ida B Wells Housing Project, les Robert Taylor Homes et les Stateway Gardens). Dans les années 1930 et 1940, Bronzeville continua à se développer jusqu'à abriter la plus grande communauté noire urbaine des États-Unis (aujourd'hui dépassée par les quartiers à forte population noire de New York, comme Harlem et le Bronx). À ce jour, Bronzeville renferme dans ses limites le district historique de Black Metropolis-Bronzeville District, le quartier afro-américain historique de Chicago.
Les premières tensions raciales significatives apparurent avec les émeutes de 1919 qui firent des dizaines de morts. C'est dans ce contexte difficile, aggravé par la prohibition et la guerre au sein du crime organisé de Chicago qui fit rage entre la mafia italienne et la mafia irlandaise pour le contrôle de l'alcool de contrebande, que le blues et le jazz se développèrent. C'est au début des années 1930 qu'émergea le premier courant blues de Chicago baptisé « Bluebird Sound » du nom du label Bluebird Records de Lester Melrose. Le blues des artistes chicagoans fut assez sophistiqué, traduisant bien l'aspiration d'intégration et d'élévation sociale des premiers immigrants afro-américains. Une des principales raisons de la venue de musiciens afro-américains au début des années 1920 à Chicago fut la fermeture par décret de Storyville, qui fut le « Quartier des spectacles » de La Nouvelle-Orléans, déclenchant ainsi un vaste mouvement de musiciens en particulier à Chicago. La ville accueillit Louis Armstrong dans les années 1920 qui fit ses premiers enregistrements et travailla avec Joe « King » Oliver. Aujourd'hui, Chicago continue d'avoir une scène jazz vibrante et innovante, notamment à travers son festival de jazz appelé Chicago Jazz Festival qui se déroule chaque année à Grant Park,.
Entre les années 1940 et 1970, une Seconde Grande migration afro-américaine arriva à Chicago en provenance de plusieurs États ruraux du Sud des États-Unis, essentiellement du Mississippi, de l'Alabama et de l'Arkansas. Ces nouveaux arrivants s'installèrent dans le South Side et le West Side, occupés jusqu'alors par une très forte majorité d'euro-américains (essentiellement des irlandais et des italiens, mais aussi des polonais et des russes). Ces derniers, principalement issus de la classe moyenne, abandonnèrent en partie leurs maisons au profit des quartiers nord (North Side) ou des banlieues avoisinantes et plusieurs quartiers sud (South Side) devinrent par la suite des ghettos peuplés exclusivement par des afro-américains. À partir des années 1950 et 1960, de nombreuses familles afro-américaines s'installèrent dans d'autres quartiers comme Cabrini-Green (dont le grand ensemble de Frances Cabrini Rowhouses jusqu'alors habité principalement par des italiens) et dans les secteurs de Woodlawn, Kenwood, South Shore et Pullman entre autres.

### Asio-Américains

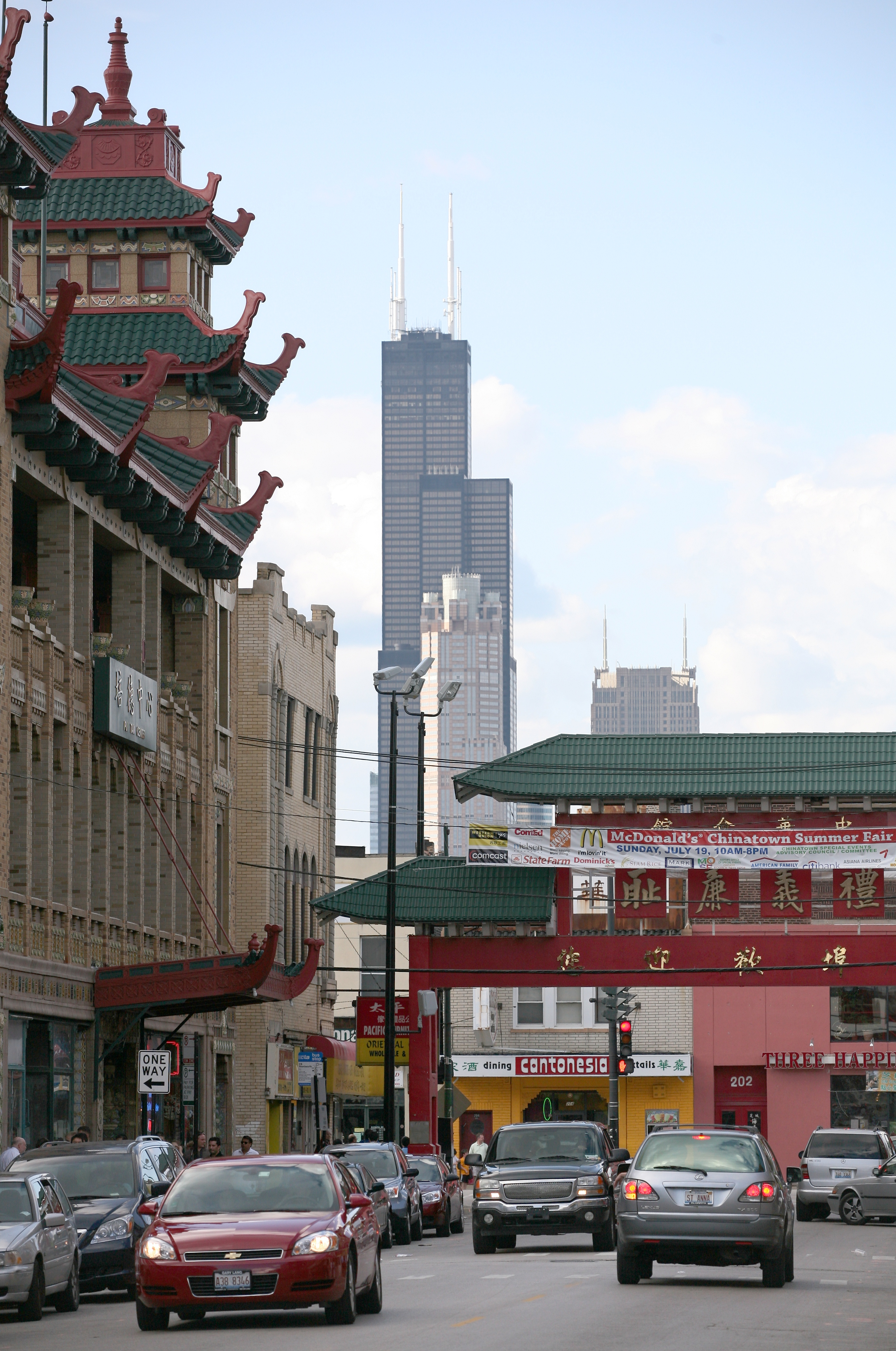
Vue sur Wentworth Avenue, l'artère principale où se concentrent les commerces et lieux d'intérêts du quartier de Chinatown.

Les premiers immigrants chinois vinrent à Chicago à la fin des années 1860 et au début des années 1870 : il s'agit principalement d'anciens ouvriers et mineurs qui arrivèrent de l'Ouest américain et qui se retrouvèrent sans-emplois à la suite de l'achèvement du premier chemin de fer transcontinental. Entre 1890 et 1930, la population chinoise de Chicago passa de 500 à 6 000 personnes. Avec la Révolution communiste en Chine et l'assouplissement des règles de l'immigration aux États-Unis, le plus grand afflux de Chinois survint dans les années 1950 et 1960 lorsque la guerre civile chinoise opposant le Kuomintang (KMT, parti nationaliste) et le Parti communiste chinois (PCC) prit fin en 1949 avec la victoire de Mao Zedong et la proclamation de la République populaire de Chine (RPC). L'amélioration des rapports entre les Chinois et les Américains dans les années 1950 contribua également à cette poussée de l'immigration. Au cours de ces deux décennies, la population chinoise à Chicago continua de croître, passant de 7 000 à 14 000 personnes.
Dans les années 1970, le quartier chinois de Chicago (connu sous le nom de Chinatown et situé dans le secteur d'Armour Square) devint le troisième du pays en importance derrière ceux de New York et de San Francisco. Bien qu'au fil des années la population chinoise se soit en partie déplacée dans les secteurs de North Side, le quartier accueille toujours des immigrés en provenance de Corée, de Taïwan et de République populaire de Chine. Selon le recensement de 2010, la population chinoise vivant dans ce quartier était d'environ 16 325 habitants. D'après le Chicago Primary Metropolitan Statistical Areas, 68 021 personnes d'ascendance chinoise vivent dans l'agglomération. Le quartier chinois de Chicago est comme dans beaucoup de villes américaines, très caractéristique, avec son hôtel de ville chinois, son temple chinois, son musée consacré à l'histoire de la communauté chinoise du quartier, sa chambre de commerce et son parc : le Ping Tom Memorial Park, nommé en l'honneur de l'entrepreneur et homme d'affaires Ping Tom.
Il existe aussi une communauté vietnamienne vivant dans le quartier de Little Vietnam, dans le secteur d'Uptown. Aujourd'hui, ce quartier est principalement peuplé de résidents ayant la nationalité cambodgienne et vietnamienne. Cependant bon nombre d'entre eux furent issus de minorités ethniques chinoises et, pour cette raison, devinrent des réfugiés de la guerre du Viêt Nam entre le début des années 1960 et le milieu des années 1970. Beaucoup d'habitants d'origine cambodgienne arrivèrent à Chicago dans les années 1970 et 1980 à la suite de la guerre civile cambodgienne (1967-1975). Le quartier de Little Vietnam abrite également une communauté laotienne et une communauté thaïlandaise.

### Autres groupes
L'aire métropolitaine de Chicago est devenue également un centre urbain important pour les américains d'origine indienne et les américains originaires du sous-continent indien et d'Asie du sud. Chicago a la plus grande population américaine d'Asie du sud dans le pays, après New York et San Francisco. La Devon Avenue dans le nord de Chicago en est un exemple, car elle comporte l'une des plus importantes concentrations d'asiatiques d'Amérique du Nord dont les habitants sont originaires d'Asie du sud. Elle a aussi la deuxième plus grande population mexico-américaine aux États-Unis derrière Los Angeles. La ville possède également une petite communauté assyrienne. Il y a environ 185 000 arabes originaires du Moyen-Orient vivant à Chicago, dont la plupart se trouvent dans les parties suburbaines du comté de Cook dans la banlieue de Chicago. Il y a environ 75 000 arabes installés dans les cinq comtés limitrophes du comté de Cook.

## Composition des ménages
En 2021, il y avait 1 081 143 ménages dans la ville de Chicago : 48,56 % (soit 1 310 878 personnes) sont des hommes et 51,44 % (soit 1 388 469 personnes) sont des femmes. 25,36 % ont un ou plusieurs enfants vivants avec eux, 74,64 % sont sans enfants, 36,1 % sont des ménages mariés, 18,9 % sont des femmes veuves ou divorcées avec un ou plusieurs enfants, et 40,4 % ne sont pas des familles. De tous les ménages, 32,6 % se composent de plusieurs personnes. Environ 8,7 % sont des personnes de 65 ans ou plus vivants seules. La taille moyenne d'un ménage résidant à Chicago était de 2,67 personnes et la taille moyenne d'une famille était de 3,50 personnes.
De toute la population de la ville, environ 20,5 % ont moins de 18 ans, 11,2 % ont entre 18 et 24 ans, 33,4 % entre 25 et 44 ans, 18,9 % entre 45 et 64 ans, et 12,7 % 65 ans et plus. À Chicago, l'âge moyen est de 34 ans. Pour 100 femmes, il y a environ 96 hommes. Pour 100 femmes de 18 ans et plus, il y a environ 91 hommes.
Le revenu médian pour un ménage dans la ville de Chicago était de 62 097 dollars, et le revenu médian pour une famille était de 95 110 dollars. Comparé au revenu familial médian de l'Illinois, le revenu familial médian de Chicago est supérieur de 7 339 dollars. Les hommes ont un revenu médian de 36 686 dollars contre 27 313 dollars pour les femmes. Le revenu médian par habitant dans la ville était de 31 613 dollars. En 2020, 17,3 % de la population vivait en-dessous du seuil de pauvreté dont 16,6 % étaient des familles. De toute la population, 26,1 % des moins de 18 ans et 14,5 % des plus de 65 ans vivaient au-dessous du seuil de pauvreté.
En 2020, selon le Bureau du recensement des États-Unis, 2 746 388 personnes vivaient à l'intérieur des limites de la ville de Chicago. Depuis 1990, la population de Chicago à tendance à se stabiliser autour des 2,7 millions d'habitants. Cependant, la population dans les banlieues continue de croître avec des évaluations à 9 618 502 d'habitants (2020) combinant la ville et sa région métropolitaine,. Connue sous le nom de « Chicagoland », la région métropolitaine de Chicago (Chicago metropolitan area) comptait 5,4 millions d'habitants en 1950, 7,8 millions en 1970 et 8,1 millions en 1990.

## Nombre d'actifs
En 2021, les cols blancs (cadres et employés de bureau) représentent 82,6 % de la population active de Chicago, tandis que les cols bleus (travailleurs manuels et ouvriers) représentent 17,4 %. Il y a environ 112 379 entrepreneurs à Chicago (8,25 % de la population active) ; 932 241 travailleurs employés dans des entreprises privées (68,46 %) et 161 808 personnes travaillant dans des institutions gouvernementales (11,88 %). Environ 36 000 personnes sont employées par la ville de Chicago et travaillent dans les différentes administrations et services municipaux.
En août 2021, le taux de chômage était de 7,5 %, un chiffre plus élevé que la moyenne nationale (5,2 %) et la moyenne de l'État (7 %) mais en baisse depuis trois ans. En octobre 2022, le taux de chômage était de 5,3 % à Chicago.

## Communauté LGBT

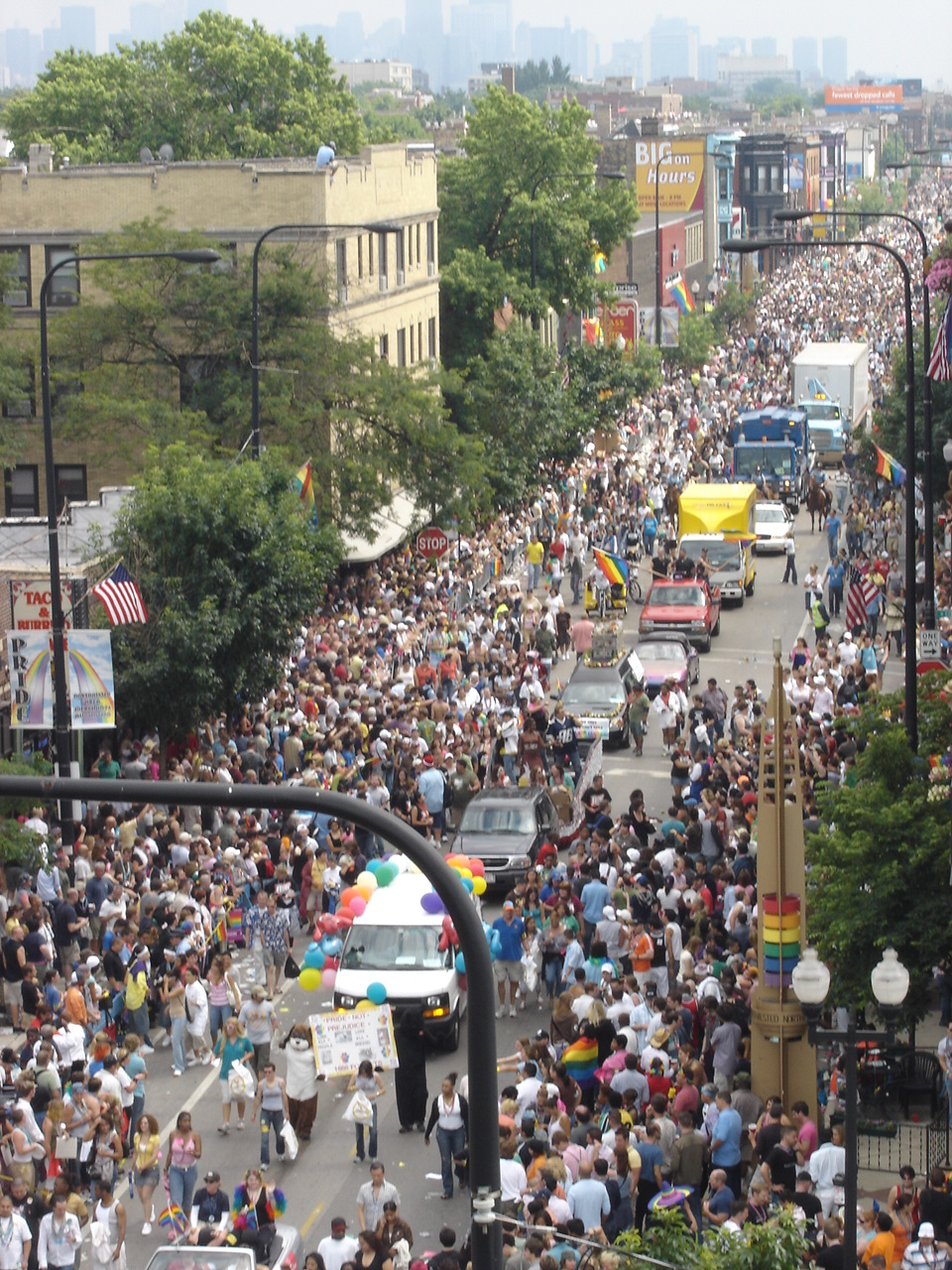
La marche des fiertés, dans le quartier de Boystown (en 2006), attire des milliers de personnes de tout le Midwest.

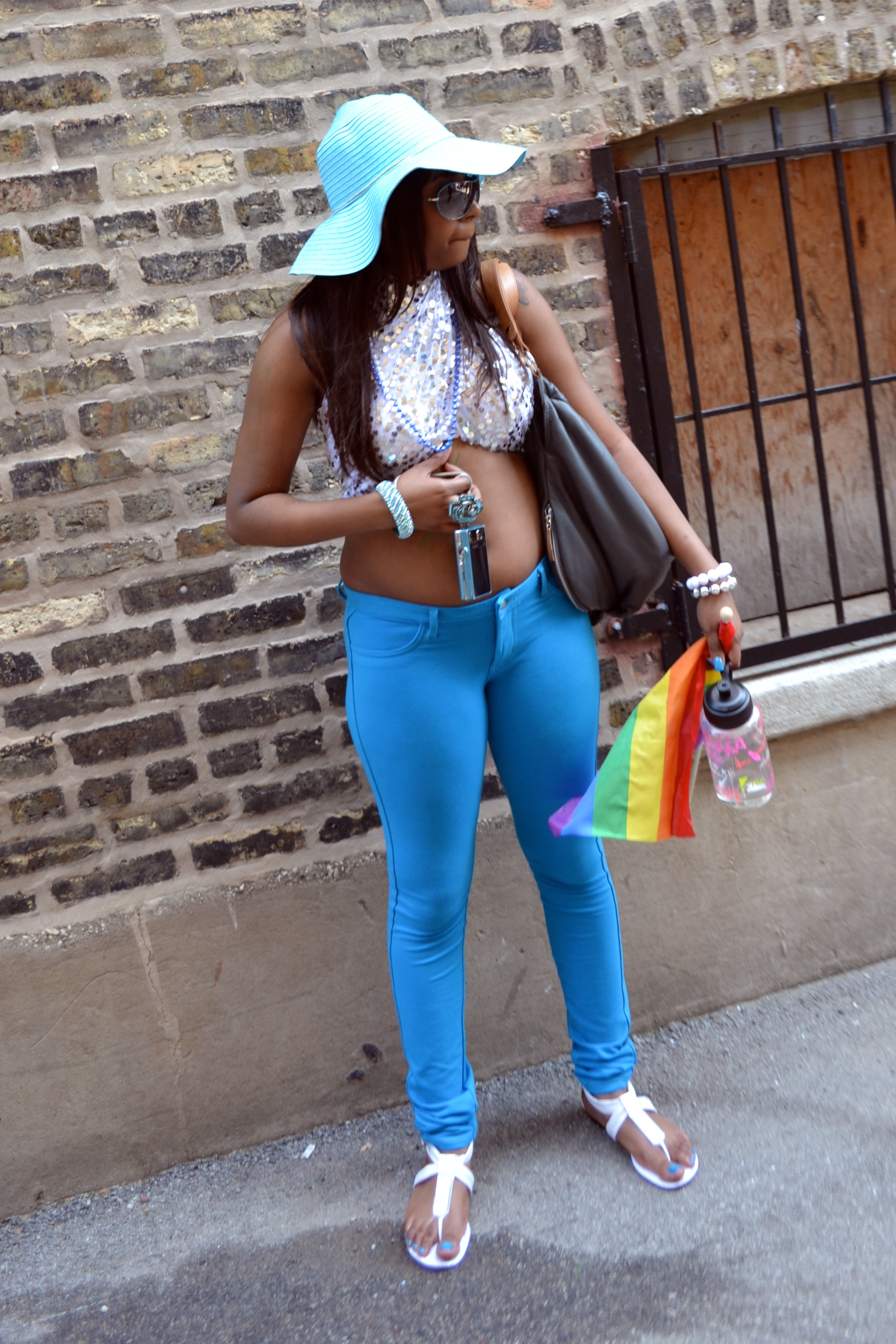
Jeune femme lors de la marche des fiertés à Chicago (en 2011).

En 2015, selon une étude menée par l'institut de sondage The Gallup Organization, 3,8 % de la population de la ville s'identifièrent comme appartenant à la communauté LGBT : lesbiennes, gays, bisexuels ou transgenres (3,6 % au niveau national),.
À Chicago, le quartier de Boystown est l'épicentre de la communauté LGBT. Dans ce quartier de North Side, des pylônes Art déco aux couleurs du drapeau arc-en-ciel LGBT jalonnent les rues, et plusieurs boutiques destinées à cette communauté y sont établies montrant ainsi que Chicago abrite une communauté LGBT qui est officiellement reconnue comme étant l'une des plus importantes des États-Unis après celles de New York et San Francisco. Les maires de Chicago Jane Byrne (1979-1983) et Richard M. Daley (1989-2011) contribuèrent largement au développement de cette dernière durant leur mandat. Jane Byrne inaugura la première « marche des fiertés » de Chicago en 1981.
Comme dans plusieurs villes importantes du continent américain (São Paulo, Toronto, Mexico, Buenos Aires…), Chicago accueille chaque année la marche des fiertés (communément appelée « Gay Pride ») qui se déroule dans le quartier de Boystown, le long de North Halsted Street (l'artère commerçante au cœur du quartier), et qui attire des milliers de personnes arrivant de toute la région du Midwest, parfois même de tout le pays.
À la fin des années 1970, Chicago vit s'ériger le premier quartier destiné à la communauté gay aux États-Unis. Situé dans le secteur de Lakeview, le quartier prit de l'importance dans les années 1980 et adopta le nom de « Boystown ». Les bars Roscoe et Side Tracks s'implantèrent durant cette période et contribuèrent à la popularité du quartier auprès de la communauté LGBT. Il devint le bastion de la culture LGBT dans toute l'agglomération de Chicago et la région du Midwest,. Le quartier est situé à proximité immédiate des plages du lac Michigan entre North Belmont Avenue, North Addison Street, West Halsted Street et Broadway Avenue. Plus au nord se trouve le quartier lesbien d'Andersonville dans le secteur d'Edgewater (non loin de Lakeview). Outre le fait de regrouper la plus grande concentration d'américains d'origine suisse des États-Unis, Andersonville constitue également l'un des foyers de la communauté homosexuelle de Chicago. Ce quartier fut construit dans les années 1850 par les américains d'origine suédoise qui finirent par se disperser au fil du temps dans les quartiers limitrophes et d'autres secteurs de la ville. Ce sont les différentes organisations regroupées autour de la librairie féministe Women & Children First qui redonnèrent vie au quartier à partir de la fin des années 1980.
Les Chicago Gay and Lesbian Democrats (les « démocrates gays et lesbiennes de Chicago »), connu sous l'acronyme de « CGLD », fut le principal groupe politique mené par des membres de la communauté LGBT dans les années 1980. Les groupes d'intérêt LGBT et le Parti démocrate facilitèrent l'implication politique des LGBT à Chicago.
Tout au long des années 1960, 1970 et 1980, Chuck Renslow (1929-2017) fut l'un des principaux pionniers de la communauté LGBT de Chicago, grâce à son plaidoyer pour les droits LGBT et à ses combats qui furent menés aux côtés du Parti démocrate pour faire pression contre les discriminations à l'encontre des personnes LGBT à Chicago. Chuck Renslow était également largement connu pour son bar gay de longue date, qui fut l'un des premiers à ouvrir ses portes à Chicago, et ses photographies masculines provocatrices de renommée mondiale. Dans les années 1980, ACT UP/Chicago était une organisation vouée à l'amélioration de la vie des personnes atteintes du SIDA,.

## Logements
Il y a 1 217 686 résidences (maisons, appartements…) dans la ville de Chicago. L'année médiane au cours de laquelle ces propriétés ont été construites est 1951 (environ 490 973 logements datent d'au moins 1940 ; 147 443 datent des années 1950 ; 120 031 des années 1960 ; 93 923 des années 1970 ; 57 953 des années 1980 ; 62 416 des années 1990, 95 407 des années 2000, et environ 40 156 des années 2010). Sur les 1 081 143 logements occupés à Chicago, 45,35 % sont occupés par leur propriétaire (484 865 personnes), tandis que 54,65 % sont occupés par des locataires (597 063 personnes).
Les propriétés achetées avec des hypothèques représentent 65,92 % des résidences, et la valeur médiane d'une maison avec une hypothèque est de 284 100 dollars. En moyenne, les loyers s'élèvent à environ 1 282 dollars par mois à Chicago (il s'agit de la moyenne de la ville, les prix peuvent varier considérablement d'un quartier à un autre).

## Langues
Comme dans le reste des États-Unis, l'anglais est la langue officielle à Chicago malgré la présence d'une multitude de communautés ethniques situées sur son territoire. Environ 35 % des Chicagoans parlent, à la maison, une langue autre que l'anglais (au moins 153 langues différentes sont parlées à la maison selon les autorités municipales).
Selon l'American Community Survey pour la période 2010-2014, 64,11 % de la population âgée de plus de 5 ans déclare parler l'anglais à la maison, 24,5 % déclare parler l'espagnol, 2,04 % le polonais, 1,65 % une langue chinoise, 0,83 % le tagalog, 0,53 % l'arabe et 6,34 % une autre langue. Selon l'American Community Survey pour l'année 2015, 15,7 % des habitants de Chicago, soit environ 400 000 personnes, ne parlent pas l'anglais comme langue principale. Le polonais est l'une des langues les plus parlées dans l'État de l'Illinois. Le nombre de locuteurs polonais et/ou d'américains d'origine polonaise est estimé à 11 millions dont plus de 185 000 vivant dans la région de Chicago.
Le tableau ci-dessous concerne les principales langues parlées par les habitants de la ville de Chicago (à partir de l'âge de 5 ans).
| Langues  | Nb. de personnes | %       |
| -------- | ---------------- | ------- |
| Anglais  | 1 726 905        | 64,49 % |
| Bilingue | 950 720          | 35,51 % |
| Espagnol | 625 240          | 23,35 % |
| Polonais | 86 310           | 3,22 %  |
| Chinois  | 23 080           | 0,86 %  |
| Français | 13 050           | 0,49 %  |
| Allemand | 11 680           | 0,44 %  |
| Russe    | 11 590           | 0,43 %  |
| Italien  | 11 580           | 0,43 %  |
| Coréen   | 10 430           | 0,39 %  |
| Grec     | 10 355           | 0,39 %  |

## Religions

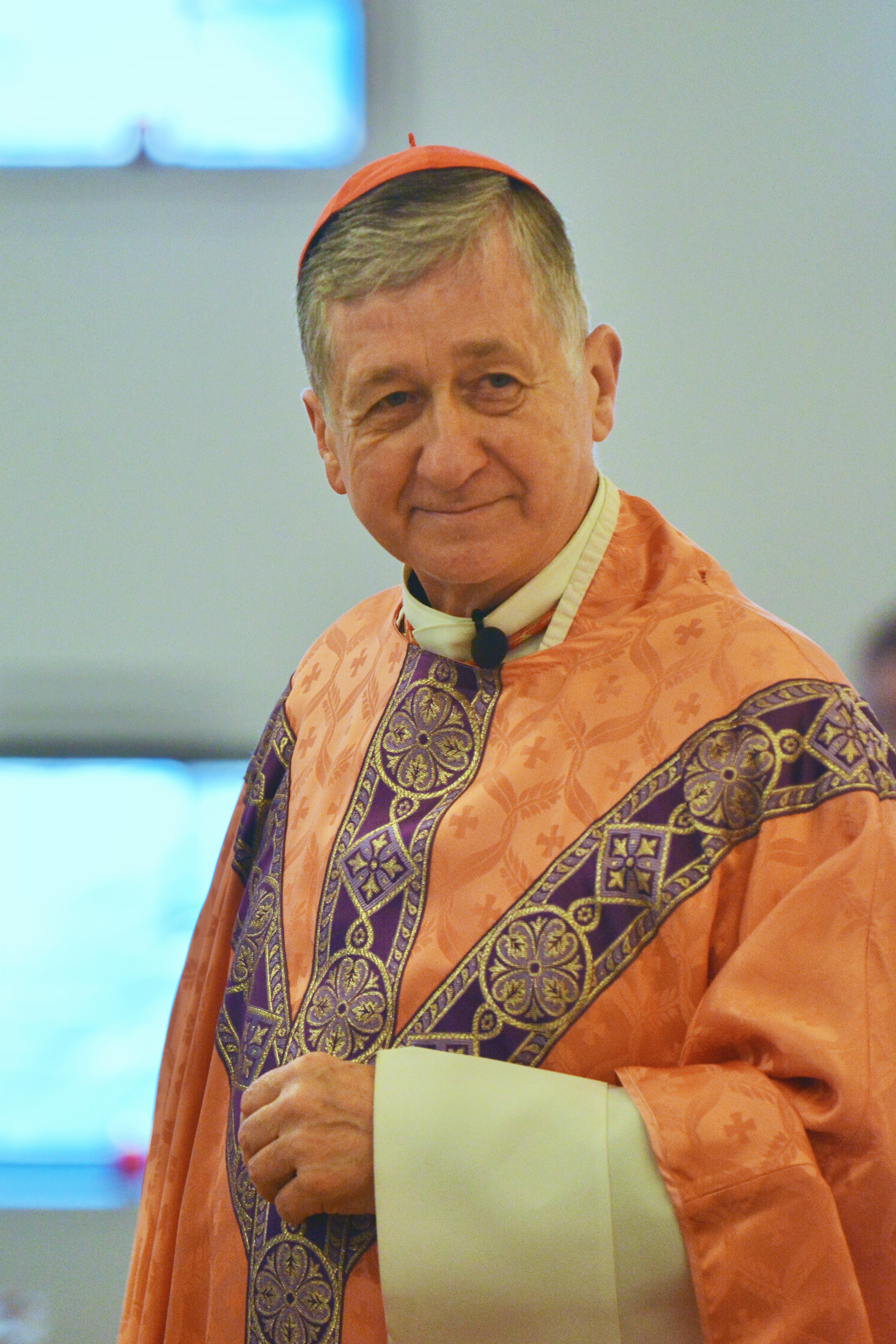
Blase Cupich, actuel archevêque de Chicago.

Le christianisme est la religion dominante  de la population de la ville (environ 54,14 % des Chicagoans). Il est représenté à travers ses différentes confessions, comprenant ainsi les catholiques, les protestants, les orthodoxes, les anglicans et les chrétiens orientaux (Églises des trois conciles). L'immigration en provenance de pays d'ancienne chrétienté comme de l'Irlande, de l'Italie, du Mexique, de l'Allemagne, de la Pologne, de Cuba, de la Russie, de la Lituanie ou encore de l'Espagne de ces dernières années grossit encore les rangs de ses fidèles. La francophonie est un signe tangible de la présence historique française dans la région, Chicago se compose aussi d'une communauté catholique Francophone. Après les immigrations catholiques, le plus grand changement est survenu pendant et après les deux guerres mondiales et dans la période prospère d'après-guerre, lorsque les Afro-Américains ont émigré par milliers, en particulier du Sud rural. Ils ont apporté avec eux les religions méthodiste, baptiste et plus tard pentecôtiste associées au Sud. D'autres religions sont représentées à Chicago, comme le judaïsme, l'hindouisme, le bouddhisme, l'islam, le sikhisme et le bahaïsme. En raison de cette diversité, Chicago a une architecture religieuse très variée.
Aujourd'hui, 59,87 % des personnes vivant à Chicago sont religieuses, ce qui signifie qu'elles s'affilient à une religion. 54,14 % d'entre elles sont chrétiennes, 38,67 % sont catholiques ; 0,32 % sont mormons ; 5,06 % sont d'autres chrétiens ; 1,11 % de la population de Chicago sont Juifs ; 3,89 % sont affiliés à l'Islam.
Pourcentage de personnes affiliées à une religion en 2020 : 59,87 %.
- Chrétiens : 54,14 %
  - Catholiques : 38,67 %
  - Baptistes : 3,51 %
  - Luthériens : 1,88 %
  - Presbytériens : 1,72 %
  - Méthodistes : 1,40 %
  - Pentecôtistes : 1,22 %
  - Anglicans : 0,36 %
  - Mormons : 0,32 %
  - Autres chrétiens : 5,06 %
- Juifs : 1,11 %
- Musulmans : 3,89 %